# اوفترنژان
شهر اوفترنژان   در بخش زوفنژان  در ایالت ارگو در کشور سوئیس  واقع شده‌است که  ۱۰٬۲۰۰ نفر جمعیت دارد.